# Víctor López Real
Víctor López Real (Madrid, 13 giugno 1987) è un giocatore di calcio a 5 spagnolo.

## Carriera

### Club
Come ala ha iniziato le giovanili nella stagione 2003-04 nell'allora formazione di Division de Plata del Las Rozas Boadilla con cui ha vinto due titoli e una Coppa nazionale nella categoria "Juvenil". È stato inoltre campione nazionale con la selezione madrilena Under 18 (2006-07). Nella stagione 2008-09 si è trasferito alla formazione di Division de Plata del Carnicer Torrejón Fútbol Sala dove ha militato per tre stagioni prima di trasferirsi al Baix Maestrat, e quindi al Manacor. Nel 2013 si trasferisce in Kuwait per giocare nell'Al Yarmouk mentre nella stagione successiva si accorda con il Cagliari iscritto al campionato di Serie A2. Nel 2015 si accorda con il Saragozza e nel gennaio del 2016 trova casa a Cartagena. A settembre del 2016 si accorda nuovamente col Cagliari per una nuova stagione nella Serie A2.

### Nazionale
Con la selezione Under-21 nel 2008 ha preso parte al campionato europeo di categoria in cui la Spagna ha raggiunto la semifinale.